# Челфонт-энд-Лэтимер (станция)
«Челфонт-энд-Лэтимер» (англ. Chalfont & Latimer) — железнодорожная станция и станция лондонского метро на линии Метрополитен. Находится в графстве Бакингемшир. Относится к 8-й тарифной зоне.